# Sonnet 144
Sonnet 144 o Two loves I have of comfort and despair è il centoquarantaquattresimo dei Sonnets di William Shakespeare.
Two loves I have of comfort and despair,
Which like two spirits do suggest me still:
The better angel is a man right fair,
The worser spirit a woman colour'd ill.
To win me soon to hell, my female evil,
Tempteth my better angel from my side,
And would corrupt my saint to be a devil,
Wooing his purity with her foul pride.
And whether that my angel be turn'd fiend,
Suspect I may, yet not directly tell;
But being both from me, both to each friend,
I guess one angel in another's hell:
Yet this shall I ne'er know, but live in doubt,
Till my bad angel fire my good one out.
Il sonetto è uno dei due (l'altro è il 138) inseriti nella raccolta Il pellegrino appassionato, editata nel 1599, dieci anni prima degli Shakespeare's Sonnet pubblicati da Thorpe.

## Analisi del testo
Il Sonnet 144 fa parte dei sonetti convenzionalmente dedicati alla dark lady. Vede protagonista, assieme a quest'ultima, anche il fair youth, nella veste di vittima dell'adulazione della donna, a discapito dell'amore dell'io lirico.